# Balthasar Neumann Chor & Ensemble

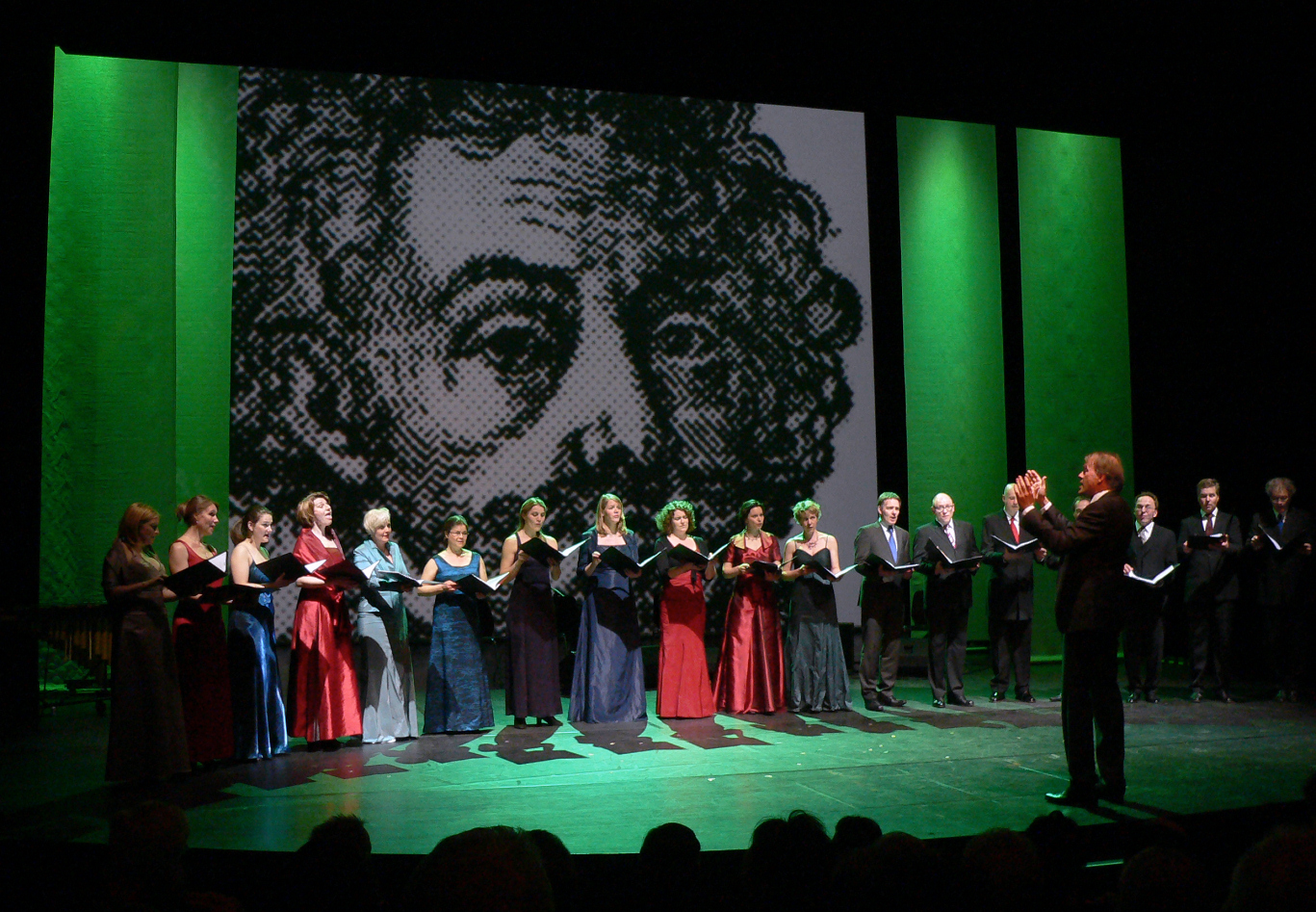
Thomas Hengelbrock dirigeert het Balthasar Neumann-koor op het Gala voor de Praetorius-muziekprijs 2012

Het Balthasar Neumann Chor & Ensemble bestaat uit twee Duitse professionele muziekgroepen. Het Balthasar Neumann Chor is een vocaal ensemble dat bestaat uit vocale solisten. Het Balthasar Neumann Ensemble is een professioneel orkest dat gespecialiseerd is in historische uitvoeringspraktijken.

## Geschiedenis
In 1991 richtte dirigent Thomas Hengelbrock het koor op in Freiburg im Breisgau en noemde het naar de barokke meesterbouwer Balthasar Neumann. Met een kleine groep zangers voert het koor composities uit zoals Monteverdi's Marienvesper en vocale werken van Johann Sebastian Bach. Met een grotere groep wordt werken uitgebracht muziekrepertoire van de 19e tot de 21e eeuw.
In 1995 richtte Thomas Hengelbrock het Balthasar Neumann Ensemble op met historisch muziekuitvoeringen waarbij muziekinstrumenten worden gebruikt uit de oorspronkelijke tijd. Het repertoire van beide ensembles varieert van de vroege barok tot modern. Ook worden herinterpretaties van oud repertoire opgevoerd, zoals 17e-eeuwse carnavalmuziek, Robert Schumanns Manfred of Edvard Griegs Peer Gynt.
Beide koren voeren concertprogramma's en muziektheaterproducties op met dirigenten als Achim Freyer, Philippe Arlaud of de oprichter Thomas Hengelbrock. Hengelbrock en zijn ensembles treden internationaal op. Ze werkten nauw samen met de acteurs Graham Valentine en Klaus Maria Brandauer. In samenwerking met regisseur Achim Freyer werd in 1996 een geënsceneerde uitvoering van de mis in B Minor door Johann Sebastian Bach gemaakt voor de Schwetzinger Festspiele en de Opera van Bonn. De solopartijen werden door het koor gezongen, dat het werk uit het hoofd zingt.
Van 1998 tot 2005 leidde de Südwestrundfunk zijn eigen reeks concerten onder het motto Adventure Music met het Balthasar Neumann Choir en Ensemble. Bekende werken, zoals de Missa superba door Johann Kaspar Kerll of de Missa Sapientiaeaeternae door Antonio Lotti werden voor het publiek opgevoerd. Het Requiem F-major van Antonio Lotti werd toen ook voor het eerst opnieuw uitgevoerd. Beide ensembles speelden in 2005 en 2008 voor de Opéra national de Paris. Samen met het ensemble in de orkestbak bracht het koor de opéra dansé Orpheus en Eurydice in de choreografie van Pina Bausch met muziek van Christoph Willibald Gluck. Sommige eigen concertprojecten van het koor vonden plaats op de Expo 2000 met de Kammerphilharmonie Bremen of met programma's zoals de Romantic Choral Night 2007 in Lörrach.
Onder leiding van Hengelbrock opende het ensemble het M22-project van het Salzburg Festival in 2006: ter gelegenheid van de 250ste verjaardag van W.A. Mozart, voerden de orkesten, koren, dirigenten en solisten alle tweeëntwintig toneelwerken van de componist uit tijdens het festivalseizoen. Onder leiding van Hengelbrock bracht het orkest samen met vijf solisten Mozarts vroege opera Il re pastore uit 1775 op het podium.

## Onderscheidingen
Sinds de oprichting hebben het koor en het ensemble talloze prijzen ontvangen, onder andere de Echo Klassik. In 2005 ontvingen zij de Baden-Württemberg Cultuurprijs (hoofdprijs, gedeeld met het Aktionstheater Panoptikum). In 2010 ontving de opname van koorwerken van Jan Dismas Zelenka, Johann Sebastian Bach en Antonio Lotti een Gramophone Award in de categorie Baroque Vocal.

## Discografie
Cd:
- JS Bach: Mass in B minor, Balthasar Neumann Choir, Freiburg Baroque Orchestra, dirigent: Thomas Hengelbrock, dhm 05472 77380 2 (1997)
- Antonio Lotti: Requiem, Miserere, Credo, Balthasar Neumann Choir and Ensemble, dirigent: Thomas Hengelbrock, dhm 05472 77507 2 (1999)
- Festa teatrale - Carnaval in Venetië en Florence, maskerades, balletten en carnavalscènes van Monteverdi, Vecchi u.   a., Balthasar Neumann Choir and Ensemble, dirigent: Thomas Hengelbrock, dhm 05472 77520 2 (2000)
- JS Bach: Psalm 51 / F. Durante en A. Scarlatti: Concerti, Balthasar Neumann Ensemble, Maya Boog, sopraan, Michael Chance, alto, Ltg.: Thomas Hengelbrock, dhm 05472 77508 2 (2000)
- Muziek voor San Marco in Venetië, Balthasar Neumann Choir and Ensemble, dirigent: Thomas Hengelbrock, dhm 05472 77531 2 (2001)
- J. Haydn: The Creation, Balthasar Neumann Choir and Ensemble, Simone Kermes, Gabriel / Dorothee Mields, Eva / Steve Davislim, Uriel / Johannes Mannov, Raphael; Locky Chung, Adam / Ltg.: Thomas Hengelbrock, dhm 05472 77537 2 (2002)
- A. Lotti: Missa Sapietiae / JS Bach: Magnificat BWV 243a, Balthasar Neumann Choir and Ensemble, dirigent: Thomas Hengelbrock, dhm 05472775342 (2003)
- F. Durante: Magnificat B-Dur, E.d'Astorga: Stabat Mater, GPPergolesi: Confitebor tibi Domine, Balthasar Neumann Choir, Freiburg Baroque Orchestra, dirigent: Thomas Hengelbrock, dhm 05472 77369 2 (2004)
- DIXIT : GF Handel, Dixit Dominus / A. Caldara, Missa Dolorosa & Crucifixus, Balthasar Neumann Choir and Solists, Balthasar Neumann Ensemble, Dir.: Thomas Hengelbrock, dhm 82876 58792 2 (2004)
- Uit de muziekbibliotheek van Johann Sebastian Bach Vol. II, werken van Pachelbel, JC Kerll en JS Bach, Balthasar Neumann Choir en solisten, Balthasar Neumann Ensemble, dirigent: Thomas Hengelbrock, hänssler classic (2005)
- Uit de muziekbibliotheek van Johann Sebastian Bach deel I, werk van T. Albinoni, FB Conti, PA Locatelli, G.Fr.Händel en JS Bach, Sibylla Rubens, sopraan, Balthasar Neumann Ensemble, dirigent: Thomas Hengelbrock, hänssler klassiek (2005)
- Lust for Life and Death Art, Motets and Cantatas van Bach and Purcell, Balthasar Neumann Choir and Ensemble, dirigent: Thomas Hengelbrock, dhm (2007)
- JD Zelenka: Miserere c minor, JS Bach: cantate treurend, klachten, zorgen, Zagen, A. Lotti: Missa a tre cori, Balthasar Neumann koor, Balthasar Neumann ensemble, Lg: Thomas Hengelbrock, dhm 88697526842 ( 2009)
- Nachtwacht, a capella werken van J. Brahms, F. Mendelssohn Bartholdy, R. Schumann, C. Schumann, M. Reger en anderen.   al.; Gedichten door C. v. Chr. Brentano, J. v. Eichendorff, H. Heine, E. Mörike en Novalis; Balthasar Neumann Choir, Johanna Wokalek, recitatie, Ltg.: Thomas Hengelbrock, dhm 88691999372 (2012)
- Pablo Heras-Casado / Balthasar-Neumann-Chor, Balthasar-Neumann-Ensemble - Praetorius (2015)
- Felix Mendelssohn-Bartholdy, Kühmeier*, Hallenberg*, Odinius*, Nagy*, Balthasar- Neumann-Chor & -Solisten*, Thomas Hengelbrock - Elias (2016)
- Monteverdi*, Balthasar Neumann Choir & Ensemble*, Pablo Heras-Casado - Selva Morale E Spirituale - Séléction / Highlights / Auswahl (2017)
- auré*, Olga Peretyatko · Benjamin Bruns (2), Balthasar-Neumann-Chor, Sinfonieorchester Basel*, Ivor Bolton - The Secret Fauré (Orchestral Songs & Suites) (2018)

Dvd:
- WA Mozart: Il re pastore, Solisten, Balthasar Neumann Ensemble, Toneel en kostuums: Mirella Weingarten, regisseur en muzikale leiding: Thomas Hengelbrock, Deutsche Grammophon, DVD-Video 073 422-5 (Salzburg Festival 2006)
- Chr W. Gluck. Orpheus en Eurydice, Opéra Danse door Pina Bausch, solisten, Les Etoiles, les premiers Danseurs et le Corps de Ballet de l'Opéra National de Paris, Balthasar-Neumann-Chor, Balthasar Neumann Ensemble, Choreografie door Pina Bausch, muzikaal directeur Thomas Hengelbrock, BelAir (Palais Garnier Parijs 2009)